# العلاقات الساموية الشمال مقدونية
العلاقات الساموية الشمال مقدونية هي العلاقات الثنائية التي تجمع بين ساموا وشمال مقدونيا.

## مقارنة بين البلدين
هذه مقارنة عامة ومرجعية للدولتين:
| وجه المقارنة                                              | ساموا                        | شمال مقدونيا                                               |
| --------------------------------------------------------- | ---------------------------- | ---------------------------------------------------------- |
| المساحة (كم2)                                             | 2.84 ألف                     | 25.71 ألف                                                  |
| عدد السكان (نسمة)                                         | 196.44 ألف                   | 2.08 مليون                                                 |
| الكثافة السكانية (ن./كم²)                                 | 69.17                        | 80.9                                                       |
| العاصمة                                                   | أبيا                         | إسكوبية                                                    |
| اللغة الرسمية                                             | لغة إنجليزية، اللغة الساموية | اللغة المقدونية، اللغة الألبانية                           |
| العملة                                                    | تالا ساموي                   | دينار مقدوني                                               |
| الناتج المحلي الإجمالي (بليون دولار)                      | 856.63 مليون                 | 11.34 مليار                                                |
| الناتج المحلي الإجمالي (تعادل القوة الشرائية) بليون دولار | 1.15 مليار                   | 29.26 مليار                                                |
| الناتج المحلي الإجمالي الاسمي للفرد دولار أمريكي          | 3.94 ألف                     | 4.85 ألف                                                   |
| الناتج المحلي الإجمالي للفرد دولار أمريكي                 | 5.79 ألف                     | 16.25 ألف                                                  |
| مؤشر التنمية البشرية                                      | 0.702                        | 0.747                                                      |
| رمز المكالمات الدولي                                      | +685                         | +389                                                       |
| رمز الإنترنت                                              | .ws                          | .mk                                                        |
| المنطقة الزمنية                                           | ت ع م+13:00                  | توقيت وسط أوروبا، ت ع م+01:00، ت ع م+02:00، أوروبا/سكوبيه ‏ |

## منظمات دولية مشتركة
يشترك البلدان في عضوية مجموعة من المنظمات الدولية، منها:
| علم المنظمة | اسم المنظمة                               | تاريخ انضمام ساموا | تاريخ انضمام شمال مقدونيا |
| ----------- | ----------------------------------------- | ------------------ | ------------------------- |
|             | مؤسسة التنمية الدولية                     | 28 يونيو 1974      | 25 فبراير 1993            |
|             | يونسكو                                    | 3 أبريل 1981       | 28 يونيو 1993             |
|             | وكالة ضمان الاستثمار متعدد الأطراف        | 27 سبتمبر 2002     | 19 مارس 1993              |
|             | الأمم المتحدة                             | 15 ديسمبر 1976     | 8 أبريل 1993              |
|             | الاتحاد البريدي العالمي                   | ?                  | ?                         |
|             | البنك الدولي للإنشاء والتعمير             | 28 يونيو 1974      | 25 فبراير 1993            |
|             | الاتحاد الدولي للاتصالات                  | 7 أكتوبر 1988      | 4 مايو 1993               |
|             | منظمة حظر الأسلحة الكيميائية              | ?                  | ?                         |
|             | مؤسسة التمويل الدولية                     | 28 يونيو 1974      | 25 فبراير 1993            |
|             | المركز الدولي لتسوية المنازعات الاستشارية | 25 مايو 1978       | 26 نوفمبر 1998            |
|             | منظمة التجارة العالمية                    | ?                  | ?                         |
|             | منظمة الشرطة الجنائية الدولية             | ?                  | ?                         |